# Kriminalfall Greta
Als Kriminalfall Greta wird der Tod eines dreijährigen Mädchens aus der Stadt Viersen am 4. Mai 2020 sowie dessen Umstände bezeichnet. Eine 25-jährige Erzieherin wurde wegen Mordes zu einer lebenslangen Haftstrafe bei Feststellung der besonderen Schwere der Schuld verurteilt.

## Hergang
In einer Kindertagesstätte im niederrheinischen Viersen riefen die Mitarbeiter am 21. April 2020 den Notarzt, da sie bei einem Mädchen schwere Atemprobleme feststellten. Die zuvor eingetroffenen Feuerwehrmänner reanimierten das Mädchen, der Notarzt stellte später einen Atemstillstand fest. Zum Zeitpunkt der eintretenden Krise war das Mädchen das einzige von zwei Mitarbeitern betreute Kind in der Gruppe, da wegen der COVID-19-Pandemie nur eine Notbetreuung galt. Das Kind wurde sodann ins Krankenhaus eingeliefert, wo es am 4. Mai 2020 verstarb.

## Ermittlungen
In der Kinderklinik stellten die Ärzte petechiale Einblutungen auf den Augen und im Gesicht fest. Am 29. April teilte ein Arzt der Polizei mit, dass er sich den Zustand des Kindes nicht erklären könne. Am Tag darauf übernahm eine Mordkommission die Ermittlungen.
Nach dem Tod des Mädchens am 4. Mai wurde eine Obduktion veranlasst, die ergab, dass das Mädchen durch Fremdeinwirkung zu Tode kam. Es wurden schwere Hirnschäden durch Sauerstoffmangel festgestellt.
Am 20. Mai wurde eine 25-jährige Erzieherin in Untersuchungshaft genommen. Die Staatsanwaltschaft Mönchengladbach wirft ihr Mord mit dem Merkmal der Heimtücke an dem Mädchen vor.
Im Rahmen der Ermittlungen wurden weitere ähnlich gelagerte Fälle bekannt, bspw. erlitt ein Kind in einer Kindertagesstätte in Tönisvorst ebenfalls einen Atemstillstand bei Anwesenheit der Tatverdächtigen, überlebte aber. In diesem Fall wird wegen Misshandlung von Schutzbefohlenen gegen die Verdächtige ermittelt. Weitere ähnliche Vorfälle an ehemaligen Arbeitsorten der Tatverdächtigen in Kindertagesstätten in Krefeld und Kempen werden ebenfalls untersucht.
Die Erzieherin wurde im März 2021 zu einer lebenslangen Haftstrafe verurteilt. Darüber hinaus stellte das Gericht die besondere Schwere der Schuld fest. Das Urteil wurde im Februar 2022 rechtskräftig.

## Opfer
Beim Opfer handelt es sich um ein Mädchen namens Greta, welches einen Tag nach ihrem dritten Geburtstag an den zugefügten Verletzungen verstarb.